# Élections européennes de 1999 au Luxembourg
Au Luxembourg, les élections européennes de 1999 se sont déroulées le 13 juin 1999 pour désigner les six députés européens luxembourgeois au Parlement européen, pour la législature 1999-2004.

## Mode scrutin
Les six eurodéputés luxembourgeois sont élus au suffrage universel direct dans une circonscription unique à l’échelle du pays. L'élection se tient au scrutin proportionnel pour départager les listes de six candidats présentées par les partis. Les électeurs peuvent soit voter pour les six candidats d'une liste, soit panacher les bulletins de vote pour sélectionner six candidats de différentes listes. 
Chaque partie se voit ensuite attribuer un nombre de sièges proportionnel au nombre total de suffrages exprimés pour ses candidats, les sièges étant alors attribués aux candidats de ce parti ayant obtenu le plus de voix.

## Résultats

### Répartition
| Parti | Parti                                                      | Groupe au PE | Voix    | %       | +/-  | Sièges | +/- |
| ----- | ---------------------------------------------------------- | ------------ | ------- | ------- | ---- | ------ | --- |
|       | Parti populaire chrétien-social                            | PPE-DE       | 321 021 | 31,67 % | +0,2 | 2      | =   |
|       | Parti ouvrier socialiste                                   | PSE          | 239 048 | 23,58 % | +1,2 | 2      | =   |
|       | Parti démocratique                                         | ELDR         | 207 379 | 20,46 % | +1,7 | 1      | =   |
|       | Les Verts                                                  | Verts/ALE    | 108 514 | 10,70 % | -0,2 | 1      | =   |
|       | Comité d'action pour la démocratie et des retraites justes |              | 91 118  | 8,99 %  | +2,1 | 0      | =   |
|       | La Gauche                                                  |              | 28 130  | 2,77 %  | n/a  | 0      | n/a |
|       | Alliance verte et libérale                                 |              | 18 573  | 1,83 %  | n/a  | 0      | n/a |